# 행정관청
행정관청이란 전통적으로 의사기관을 뜻하는 행정법상 개념이다.

## 법적지위
행정관청은 그 자체로 고유한 권리능력자는 아니고, 행정주체를 위하여 고권을 갖는 행정기관일 뿐이다. 그렇지만 행정관청은 자기의 책임과 자기의 이름으로 주어진 권한을 독자적으로 행사하고 임무를 수행한다. 따라서 행정관청에 있어서는 권한 중요한 문제가 된다.

## 기능
행정관청은 외부적으로 권한을 갖고서 다른 법주체와 구체적인 법관계를 형성한다. 행정행위의 발령은 행정관청의 기능 중 가장 대표적인 것이다.

## 같이 보기
- 행정안전부